# Edizioni di Presa diretta
In questa voce sono elencate e descritte le edizioni del programma Presa diretta, in onda su Rai 3 dal 1º febbraio 2009 con la conduzione di Riccardo Iacona. Attualmente il programma è giunto alla trentaduesima edizione (2025).

## Prima edizione (2009)
La prima edizione di Presa diretta è andata in onda dal 1º febbraio all'8 marzo 2009 per sei puntate con la conduzione di Riccardo Iacona.
| Puntata | Titolo              | Messa in onda    | Ascolti        | Ascolti |
| Puntata | Titolo              | Messa in onda    | Telespettatori | Share   |
| ------- | ------------------- | ---------------- | -------------- | ------- |
| 1       | Migranti            | 1º febbraio 2009 | 2.506.000      | 9,25%   |
| 2       | La scuola tagliata  | 8 febbraio 2009  | 2.840.000      | 10,82%  |
| 3       | Senza lavoro        | 15 febbraio 2009 | 2.628.000      | 10,03%  |
| 4       | Caccia agli zingari | 22 febbraio 2009 | 3.306.000      | 12,69%  |
| 5       | Futuro              | 1º marzo 2009    | 1.928.000      | 7,35%   |
| 6       | Guerre              | 8 marzo 2009     | 1.909.000      | 8,00%   |

## Seconda edizione (2009)
La seconda edizione di Presa diretta è andata in onda dal 6 settembre al 4 ottobre 2009 per cinque puntate con la conduzione di Riccardo Iacona.
| Puntata | Titolo      | Messa in onda     | Ascolti        | Ascolti |
| Puntata | Titolo      | Messa in onda     | Telespettatori | Share   |
| ------- | ----------- | ----------------- | -------------- | ------- |
| 1       | Respinti    | 6 settembre 2009  | 1.689.000      | 8,58%   |
| 2       | Terremoto   | 13 settembre 2009 | 2.406.000      | 10,63%  |
| 3       | Taglisicuri | 20 settembre 2009 | 2.295.000      | 9,01%   |
| 4       | Oro buttato | 27 settembre 2009 | 2.382.000      | 9,69%   |
| 5       | La stangata | 4 ottobre 2009    | 2.753.000      | 11,61%  |

## Terza edizione (2010)
La terza edizione di Presa diretta è andata in onda dal 31 gennaio al 7 marzo 2010 per sei puntate con la conduzione di Riccardo Iacona.
| Puntata | Titolo            | Messa in onda    | Ascolti        | Ascolti |
| Puntata | Titolo            | Messa in onda    | Telespettatori | Share   |
| ------- | ----------------- | ---------------- | -------------- | ------- |
| 1       | Case da pazzi     | 31 gennaio 2010  | 2.629.000      | 9,93%   |
| 2       | Acqua rubata      | 7 febbraio 2010  | 2.288.000      | 9,09%   |
| 3       | Scuola fallita    | 14 febbraio 2010 | 2.836.000      | 11,17%  |
| 4       | La ricostruzione  | 21 febbraio 2010 | 2.821.000      | 11,17%  |
| 5       | La giustizia      | 28 febbraio 2010 | 2.024.000      | 7,66%   |
| 6       | Sole vento alberi | 7 marzo 2010     | 3.131.000      | 12,14%  |

## Quarta edizione (2010)
La quarta edizione di Presa diretta è andata in onda dal 5 settembre al 10 ottobre 2010 per sei puntate con la conduzione di Riccardo Iacona.
| Puntata | Titolo            | Messa in onda     | Ascolti        | Ascolti |
| Puntata | Titolo            | Messa in onda     | Telespettatori | Share   |
| ------- | ----------------- | ----------------- | -------------- | ------- |
| 1       | Ndranghetisti     | 5 settembre 2010  | 2.170.000      | 10,27%  |
| 2       | Evasori           | 12 settembre 2010 | 2.127.000      | 9,32%   |
| 3       | Nucleare          | 19 settembre 2010 | 1.818.000      | 7,32%   |
| 4       | Senza donne       | 26 settembre 2010 | 1.780.000      | 6,91%   |
| 5       | Senza fabbriche   | 3 ottobre 2010    | 2.594.000      | 10,80%  |
| 6       | Fratelli d'Italia | 10 ottobre 2010   | 2.605.000      | 10,52%  |

## Quinta edizione (2011)
La quinta edizione di Presa diretta è andata in onda dal 30 gennaio al 20 marzo 2011 per otto puntate con la conduzione di Riccardo Iacona.
| Puntata | Titolo            | Messa in onda    | Ascolti        | Ascolti |
| Puntata | Titolo            | Messa in onda    | Telespettatori | Share   |
| ------- | ----------------- | ---------------- | -------------- | ------- |
| 1       | La bella politica | 30 gennaio 2011  | 2.193.000      | 8,13%   |
| 2       | Spazzatura        | 6 febbraio 2011  | 2.590.000      | 9,88%   |
| 3       | Le mie prigioni   | 13 febbraio 2011 | 1.777.000      | 6,75%   |
| 4       | Arrangiatevi      | 20 febbraio 2011 | 2.027.000      | 7,69%   |
| 5       | Profondo rosso    | 27 febbraio 2011 | 2.670.000      | 9,97%   |
| 6       | Parentopoli       | 6 marzo 2011     | 2.694.000      | 10,58%  |
| 7       | Solo per ricchi   | 13 marzo 2011    | 2.622.000      | 10,16%  |
| 8       | Corrotti          | 20 marzo 2011    | 2.556.000      | 10,50%  |

## Sesta edizione (2011)
La sesta edizione di Presa diretta è andata in onda dal 18 settembre al 7 novembre 2011 per sei puntate con la conduzione di Riccardo Iacona.
| Puntata | Titolo                | Messa in onda     | Ascolti        | Ascolti |
| Puntata | Titolo                | Messa in onda     | Telespettatori | Share   |
| ------- | --------------------- | ----------------- | -------------- | ------- |
| 1       | Senza soldi           | 18 settembre 2011 | 2.725.000      | 11,70%  |
| 2       | Il popolo             | 25 settembre 2011 | 2.657.000      | 11,66%  |
| 3       | Generazione sfruttata | 2 ottobre 2011    | 2.465.000      | 10,45%  |
| 4       | Terra e Cibo          | 9 ottobre 2011    | 3.066.000      | 12,87%  |
| 5       | La macchina del fango | 16 ottobre 2011   | 3.029.000      | 12,21%  |
| 6       | Live Genova           | 7 novembre 2011   | 2.029.000      | 7,24%   |

## Settima edizione (2012)
La settima edizione di Presa diretta è andata in onda dall'8 gennaio al 2 aprile 2012 per dodici puntate con la conduzione di Riccardo Iacona.
| Puntata | Titolo            | Messa in onda    | Ascolti        | Ascolti |
| Puntata | Titolo            | Messa in onda    | Telespettatori | Share   |
| ------- | ----------------- | ---------------- | -------------- | ------- |
| 1       | Fratelli tunisini | 8 gennaio 2012   | 2.118.000      | 8,56%   |
| 2       | Mafia al Nord     | 15 gennaio 2012  | 2.617.000      | 10,17%  |
| 3       | Immondizia Zero   | 22 gennaio 2012  | 2.512.000      | 9,71%   |
| 4       | Terra violata     | 29 gennaio 2012  | 2.608.000      | 10,31%  |
| 5       | MalaRoma          | 5 febbraio 2012  | 2.623.000      | 10,23%  |
| 6       | Cemento           | 12 febbraio 2012 | 2.984.000      | 11,02%  |
| 7       | Recessione        | 19 febbraio 2012 | 2.695.000      | 10,52%  |
| 8       | Cultura a fondo   | 26 febbraio 2012 | 1.847.000      | 7,22%   |
| 9       | Fabbrica Italia   | 4 marzo 2012     | 2.287.000      | 9,22%   |
| 10      | Fukushima Italia  | 11 marzo 2012    | 2.187.000      | 8,56%   |
| 11      | Default           | 18 marzo 2012    | 2.541.000      | 10,76%  |
| 12      | Speciale Libia    | 2 aprile 2012    |                |         |

## Ottava edizione (2013)
L'ottava edizione di Presa diretta è andata in onda dal 6 gennaio al 31 marzo 2013 per undici puntate con la conduzione di Riccardo Iacona.
| Puntata | Titolo           | Messa in onda    | Ascolti        | Ascolti |
| Puntata | Titolo           | Messa in onda    | Telespettatori | Share   |
| ------- | ---------------- | ---------------- | -------------- | ------- |
| 1       | Ladri di partito | 6 gennaio 2013   | 2.693.000      | 11,72%  |
| 2       | Ladri di calcio  | 13 gennaio 2013  | 1.582.000      | 6,49%   |
| 3       | Irresponsabili   | 20 gennaio 2013  | 1.924.000      | 7,52%   |
| 4       | Lavoro sporco    | 27 gennaio 2013  | 1.254.000      | 4,63%   |
| 5       | Spese militari   | 3 febbraio 2013  | 2.084.000      | 7,85%   |
| 6       | Strage di donne  | 24 febbraio 2013 | 2.066.000      | 7,76%   |
| 7       | Tsunami          | 3 marzo 2013     | 2.909.000      | 10,76%  |
| 8       | Italia in rosso  | 10 marzo 2013    | 2.230.000      | 8,77%   |
| 9       | Controriforma    | 17 marzo 2013    | 2.259.000      | 9,05%   |
| 10      | La meglio sanità | 24 marzo 2013    | 2.522.000      | 10,31%  |
| 11      | Puliamo l'Italia | 31 marzo 2013    | 1.611.000      | 6,47%   |

## Nona edizione (2013)
La nona edizione di Presa diretta è andata in onda dal 2 al 23 settembre 2013 per quattro puntate con la conduzione di Riccardo Iacona.
| Puntata | Titolo                | Messa in onda     | Ascolti        | Ascolti |
| Puntata | Titolo                | Messa in onda     | Telespettatori | Share   |
| ------- | --------------------- | ----------------- | -------------- | ------- |
| 1       | Ricchi e poveri       | 2 settembre 2013  | 2.196.000      | 9,33%   |
| 2       | Soldi sporchi         | 9 settembre 2013  | 1.405.000      | 5,67%   |
| 3       | Basta con l'austerity | 16 settembre 2013 | 1.422.000      | 5,63%   |
| 4       | Lavori in corso       | 23 settembre 2013 | 1.282.000      | 4,88%   |

## Decima edizione (2014)
La decima edizione di Presa diretta è andata in onda dal 6 gennaio al 31 marzo 2014 per dodici puntate con la conduzione di Riccardo Iacona.
| Puntata | Titolo                 | Messa in onda    | Ascolti        | Ascolti |
| Puntata | Titolo                 | Messa in onda    | Telespettatori | Share   |
| ------- | ---------------------- | ---------------- | -------------- | ------- |
| 1       | Morti di Stato         | 6 gennaio 2014   | 1.583.000      | 6,18%   |
| 2       | Il Metodo Stamina      | 13 gennaio 2014  | 1.820.000      | 6,58%   |
| 3       | Testimoni di giustizia | 20 gennaio 2014  | 1.309.000      | 4,80%   |
| 4       | Telecom Italia         | 27 gennaio 2014  | 1.148.000      | 4,21%   |
| 5       | Terremoti              | 3 febbraio 2014  | 1.411.000      | 5,15%   |
| 6       | Italia dei fuochi      | 10 febbraio 2014 | 1.424.000      | 5,04%   |
| 7       | Il tesoro della mafia  | 17 febbraio 2014 | 1.392.000      | 5,03%   |
| 8       | Bancarotta             | 3 marzo 2014     | 1.154.000      | 4,18%   |
| 9       | Sofisticazioni         | 10 marzo 2014    | 1.768.000      | 6,40%   |
| 10      | Made in Italy          | 17 marzo 2014    | 1.453.000      | 5,24%   |
| 11      | Matteo Messina Denaro  | 24 marzo 2014    | 1.414.000      | 5,06%   |
| 12      | Grecia Italia          | 31 marzo 2014    | 1.356.000      | 4,84%   |

## Undicesima edizione (2014)
L'undicesima edizione di Presa diretta è andata in onda dal 7 al 28 settembre 2014 per quattro puntate con la conduzione di Riccardo Iacona.
| Puntata | Titolo              | Messa in onda     | Ascolti        | Ascolti |
| Puntata | Titolo              | Messa in onda     | Telespettatori | Share   |
| ------- | ------------------- | ----------------- | -------------- | ------- |
| 1       | Utilizzatori finali | 7 settembre 2014  | 1.471.000      | 7,27%   |
| 2       | L'erba del vicino   | 14 settembre 2014 | 1.081.000      | 4,63%   |
| 3       | Trasporto pubblico  | 21 settembre 2014 | 1.314.000      | 5,79%   |
| 4       | Fondi europei       | 28 settembre 2014 | 1.381.000      | 6,08%   |

## Dodicesima edizione (2015)
La dodicesima edizione di Presa diretta è andata in onda dall'11 gennaio al 29 marzo 2015 per dodici puntate con la conduzione di Riccardo Iacona.
| Puntata | Titolo                    | Messa in onda    | Ascolti        | Ascolti |
| Puntata | Titolo                    | Messa in onda    | Telespettatori | Share   |
| ------- | ------------------------- | ---------------- | -------------- | ------- |
| 1       | Tesoro Italia             | 11 gennaio 2015  | 1.817.000      | 7,15%   |
| 2       | La battaglia del lavoro   | 18 gennaio 2015  | 1.479.000      | 5,92%   |
| 3       | Famiglie abbandonate      | 25 gennaio 2015  | 1.727.000      | 6,79%   |
| 4       | Il buco delle pensioni    | 1º febbraio 2015 | 2.179.000      | 8,14%   |
| 5       | La nostra scuola          | 8 febbraio 2015  | 1.444.000      | 5,71%   |
| 6       | Terra nostra              | 15 febbraio 2015 | 1.450.000      | 5,38%   |
| 7       | Sblocca Italia            | 22 febbraio 2015 | 1.518.000      | 5,74%   |
| 8       | E l'Italia?               | 1º marzo 2015    | 1.429.000      | 5,44%   |
| 9       | Spending Review           | 8 marzo 2015     | 1.387.000      | 5,33%   |
| 10      | Salviamo il mare          | 15 marzo 2015    | 1.494.000      | 5,63%   |
| 11      | Il business dei rifugiati | 22 marzo 2015    | 1.406.000      | 5,46%   |
| 12      | Grandi evasori            | 29 marzo 2015    | 1.441.000      | 5,55%   |

## Tredicesima edizione (2015)
La tredicesima edizione di Presa diretta è andata in onda dal 13 settembre al 4 ottobre 2015 per quattro puntate con la conduzione di Riccardo Iacona.
| Puntata | Titolo                | Messa in onda     | Ascolti        | Ascolti |
| Puntata | Titolo                | Messa in onda     | Telespettatori | Share   |
| ------- | --------------------- | ----------------- | -------------- | ------- |
| 1       | Partiti acchiappavoti | 13 settembre 2015 | 878.000        | 4,14%   |
| 2       | Tutele crescenti      | 20 settembre 2015 | 1.078.000      | 4,63%   |
| 3       | Soldi Appalti Potere  | 27 settembre 2015 | 1.151.000      | 5,10%   |
| 4       | Pesca selvaggia       | 4 ottobre 2015    | 1.258.000      | 5,26%   |

## Quattordicesima edizione (2016)
La quattordicesima edizione di Presa diretta è andata in onda dal 10 gennaio al 20 marzo 2016 per undici puntate con la conduzione di Riccardo Iacona.
| Puntata | Titolo                                           | Messa in onda    | Ascolti        | Ascolti |
| Puntata | Titolo                                           | Messa in onda    | Telespettatori | Share   |
| ------- | ------------------------------------------------ | ---------------- | -------------- | ------- |
| 1       | La battaglia dei vaccini - La guerra dentro      | 10 gennaio 2016  | 1.698.000      | 6,93%   |
| 2       | Il caso Xylella                                  | 17 gennaio 2016  | 1.491.000      | 6,12%   |
| 3       | Unioni civili - Sicurezza al massimo ribasso     | 24 gennaio 2016  | 1.365.000      | 5,41%   |
| 4       | Il tabù del sesso - Acqua, il referendum tradito | 31 gennaio 2016  | 1.578.000      | 6,63%   |
| 5       | La Cina dentro - Libia, l'Isis davanti a casa    | 7 febbraio 2016  | 1.563.000      | 6,46%   |
| 6       | Dieselgate - Senza sbarre                        | 14 febbraio 2016 | 1.317.000      | 5,76%   |
| 7       | La fabbrica del vino - L'alleato Turco           | 21 febbraio 2016 | 1.483.000      | 6,42%   |
| 8       | Chi ha paura degli OGM? - Madre terra            | 28 febbraio 2016 | 1.358.000      | 5,64%   |
| 9       | Sazi da morire - Siria SOS profughi              | 6 marzo 2016     | 1.897.000      | 8,13%   |
| 10      | Caro farmaco - Che fine ha fatto il sud?         | 13 marzo 2016    | 1.530.000      | 6,73%   |
| 11      | Case al Popolo - Università al sud               | 20 marzo 2016    | 1.121.000      | 4,81%   |

## Quindicesima edizione (2016)
La quindicesima edizione di Presa diretta è andata in onda dal 29 agosto al 26 settembre 2016 per cinque puntate con la conduzione di Riccardo Iacona.
| Puntata | Titolo                                                                       | Messa in onda     | Ascolti        | Ascolti |
| Puntata | Titolo                                                                       | Messa in onda     | Telespettatori | Share   |
| ------- | ---------------------------------------------------------------------------- | ----------------- | -------------- | ------- |
| 1       | Chi ha ucciso Giulio Regeni? - Terremoto zero prevenzione - Resistenza verde | 29 agosto 2016    | 1.031.000      | 5,40%   |
| 2       | Il pianeta dei robot - Pfas inquinamento di massa - Case chiuse              | 5 settembre 2016  | 1.435.000      | 6,60%   |
| 3       | La vera guerra dell'ISIS - L'ISIS a casa nostra - Ingiusta pensione          | 12 settembre 2016 | 1.349.000      | 6,06%   |
| 4       | La ricerca tradita - Liste d'attesa                                          | 19 settembre 2016 | 1.359.000      | 5,50%   |
| 5       | Sulla pelle dei migranti - Donald Trump - Schiave                            | 26 settembre 2016 | 1.269.000      | 5,50%   |

## Sedicesima edizione (2017)
La sedicesima edizione di Presa diretta è andata in onda dal 9 gennaio al 13 marzo 2017 per dieci puntate con la conduzione di Riccardo Iacona.
| Puntata | Titolo                                                                                       | Messa in onda    | Ascolti        | Ascolti |
| Puntata | Titolo                                                                                       | Messa in onda    | Telespettatori | Share   |
| ------- | -------------------------------------------------------------------------------------------- | ---------------- | -------------- | ------- |
| 1       | Il sacco di Roma - Luce sprecata                                                             | 9 gennaio 2017   | 1.563.000      | 5,80%   |
| 2       | Ciarlatani - Vite H 24                                                                       | 16 gennaio 2017  | 1.184.000      | 4,50%   |
| 3       | Caos scuola - Senza rete - Che fine hanno fatto gli albanesi? - Chi ha ucciso Giulio Regeni? | 23 gennaio 2017  | 1.026.000      | 4,40%   |
| 4       | Salari da fame - Svezia, il paese dei sindacati - La battaglia dell'acqua                    | 30 gennaio 2017  | 1.350.000      | 5,21%   |
| 5       | Popolari - Spazzatura elettronica                                                            | 6 febbraio 2017  | 1.293.000      | 4,90%   |
| 6       | Non passa lo straniero - Roma criminale                                                      | 13 febbraio 2017 | 1.134.000      | 4,29%   |
| 7       | Genitori a tutti i costi - Ghana, stop tratta                                                | 20 febbraio 2017 | 1.037.000      | 4,00%   |
| 8       | Casa Italia - Polizze a perdere                                                              | 27 febbraio 2017 | 882.000        | 3,20%   |
| 9       | Lasciati soli - La strage di Garissa                                                         | 6 marzo 2017     | 722.000        | 2,70%   |
| 10      | Ciao maschio - Sanità tradita - Telemedicina                                                 | 13 marzo 2017    | 1.013.000      | 3,80%   |

## Diciassettesima edizione (2017)
La diciassettesima edizione di Presa diretta è andata in onda dall'11 settembre al 16 ottobre 2017 per cinque puntate con la conduzione di Riccardo Iacona.
| Puntata | Titolo                | Messa in onda     | Ascolti        | Ascolti |
| Puntata | Titolo                | Messa in onda     | Telespettatori | Share   |
| ------- | --------------------- | ----------------- | -------------- | ------- |
| 1       | Isis obiettivo Italia | 11 settembre 2017 | 1.116.000      | 4,68%   |
| 2       | Il capitale naturale  | 18 settembre 2017 | 1.453.000      | 5,90%   |
| 3       | I Mammasantissima     | 25 settembre 2017 | 1.102.000      | 4,40%   |
| 4       | Belli e immortali     | 9 ottobre 2017    | 1.350.000      | 5,30%   |
| 5       | Legittima difesa      | 16 ottobre 2017   | 1.178.000      | 4,60%   |

## Diciottesima edizione (2018)
La diciottesima edizione di Presa diretta è andata in onda dall'8 gennaio al 17 marzo 2018 per dieci puntate con la conduzione di Riccardo Iacona.
| Puntata | Titolo                   | Messa in onda    | Ascolti        | Ascolti |
| Puntata | Titolo                   | Messa in onda    | Telespettatori | Share   |
| ------- | ------------------------ | ---------------- | -------------- | ------- |
| 1       | La bicicletta ci salverà | 8 gennaio 2018   | 1.356.000      | 5,20%   |
| 2       | Appalti fuori controllo  | 15 gennaio 2018  | 1.303.000      | 5,20%   |
| 3       | Medici in prima linea    | 22 gennaio 2018  | 1.363.000      | 5,14%   |
| 4       | Aiutiamoli a casa loro   | 29 gennaio 2018  | 1.106.000      | 4,20%   |
| 5       | La rivoluzione agricola  | 5 febbraio 2018  | 1.500.000      | 5,80%   |
| 6       | Lavoratori alla spina    | 17 febbraio 2018 | 1.368.000      | 6,20%   |
| 7       | Io ci credo              | 24 febbraio 2018 | 1.087.000      | 4,80%   |
| 8       | L'omeopatia serve?       | 3 marzo 2018     | 1.387.000      | 6,10%   |
| 9       | Sesso e potere           | 10 marzo 2018    | 1.108.000      | 5,00%   |
| 10      | Il capitale naturale     | 17 marzo 2018    | 1.004.000      | 4,30%   |

## Diciannovesima edizione (2018)
La diciannovesima edizione di Presa diretta è andata in onda dal 3 settembre al 15 ottobre 2018 per sette puntate con la conduzione di Riccardo Iacona.
| Puntata | Titolo                  | Messa in onda     | Ascolti        | Ascolti |
| Puntata | Titolo                  | Messa in onda     | Telespettatori | Share   |
| ------- | ----------------------- | ----------------- | -------------- | ------- |
| 1       | Acqua perduta           | 3 settembre 2018  | 1.309.000      | 6,84%   |
| 2       | Caldo artico            | 10 settembre 2018 | 1.201.000      | 5,63%   |
| 3       | La città si cura        | 17 settembre 2018 | 1.073.000      | 4,90%   |
| 4       | Capitale umano          | 24 settembre 2018 | 878.000        | 3,78%   |
| 5       | Cittadini alla riscossa | 1º ottobre 2018   | 1.059.000      | 4,40%   |
| 6       | Burocrazia al potere    | 8 ottobre 2018    | 1.169.000      | 5,10%   |
| 7       | Iperconnessi            | 15 ottobre 2018   | 1.221.000      | 5,67%   |

## Ventesima edizione (2019)
La ventesima edizione di Presa diretta è andata in onda dal 7 gennaio al 9 marzo 2019 per nove puntate con la conduzione di Riccardo Iacona.
| Puntata | Titolo                                                 | Messa in onda    | Ascolti        | Ascolti |
| Puntata | Titolo                                                 | Messa in onda    | Telespettatori | Share   |
| ------- | ------------------------------------------------------ | ---------------- | -------------- | ------- |
| 1       | Fossile, il lungo addio - Bari, giustizia al capolinea | 7 gennaio 2019   | 1.279.000      | 5,80%   |
| 2       | Palazzi di ingiustizia - La caduta dei giganti         | 14 gennaio 2019  | 1.096.000      | 5,10%   |
| 3       | La guerra dei dazi - La buona amministrazione          | 21 gennaio 2019  | 1.216.000      | 5,50%   |
| 4       | Dio Patria Famiglia                                    | 28 gennaio 2019  | 1.116.000      | 4,50%   |
| 5       | Poveri noi                                             | 4 febbraio 2019  | 1.343.000      | 5,40%   |
| 6       | Attacco al cervello                                    | 16 febbraio 2019 | 994.000        | 4,90%   |
| 7       | Europa all'ultimo voto                                 | 23 febbraio 2019 | 878.000        | 4,20%   |
| 8       | Nord terra dei fuochi                                  | 2 marzo 2019     | 927.000        | 4,50%   |
| 9       | Malati di farmaci                                      | 9 marzo 2019     | 1.085.000      | 5,60%   |

## Ventunesima edizione (2019)
La ventunesima edizione di Presa diretta è andata in onda dal 2 settembre al 14 ottobre 2019 per sette puntate con la conduzione di Riccardo Iacona.
| Puntata | Titolo                         | Messa in onda     | Ascolti        | Ascolti |
| Puntata | Titolo                         | Messa in onda     | Telespettatori | Share   |
| ------- | ------------------------------ | ----------------- | -------------- | ------- |
| 1       | L'inverno demografico italiano | 2 settembre 2019  | 954.000        | 5,40%   |
| 2       | Panni sporchi                  | 9 settembre 2019  | 993.000        | 5,06%   |
| 3       | La battaglia della salute      | 16 settembre 2019 | 1.062.000      | 5,43%   |
| 4       | Guerra alle ONG                | 23 settembre 2019 | 909.000        | 4,40%   |
| 5       | Vizio di Stato                 | 30 settembre 2019 | 1.047.000      | 5,10%   |
| 6       | Italia spaccata                | 7 ottobre 2019    | 944.000        | 4,60%   |
| 7       | Vertenza Italia                | 14 ottobre 2019   | 851.000        | 4,20%   |

## Ventiduesima edizione (2020)
La ventiduesima edizione di Presa diretta è andata in onda dal 13 gennaio al 25 marzo 2020 per otto puntate con la conduzione di Riccardo Iacona.
| Puntata | Titolo                            | Messa in onda    | Ascolti        | Ascolti |
| Puntata | Titolo                            | Messa in onda    | Telespettatori | Share   |
| ------- | --------------------------------- | ---------------- | -------------- | ------- |
| 1       | Attacco al Papa                   | 13 gennaio 2020  | 1.688.000      | 6,93%   |
| 2       | Vite a domicilio                  | 20 gennaio 2020  | 1.496.000      | 6,08%   |
| 3       | Emilia Romagna all'ultimo voto    | 27 gennaio 2020  | 1.157.000      | 4,63%   |
| 4       | L'ultima ape                      | 3 febbraio 2020  | 1.446.000      | 5,86%   |
| 5       | Tutti spiati?                     | 10 febbraio 2020 | 1.411.000      | 5,58%   |
| 6       | Il polmone blu                    | 17 febbraio 2020 | 1.076.000      | 4,24%   |
| 7       | Cambiamo la scuola                | 28 febbraio 2020 | 849.000        | 3,34%   |
| 8       | Coronavirus. La sfida dell'Italia | 25 marzo 2020    | 1.432.000      | 5,41%   |

## Ventitreesima edizione (2020)
La ventitreesima edizione di Presa diretta è andata in onda dal 24 agosto al 12 ottobre 2020 per otto puntate con la conduzione di Riccardo Iacona.
| Puntata | Titolo                             | Messa in onda     | Ascolti        | Ascolti |
| Puntata | Titolo                             | Messa in onda     | Telespettatori | Share   |
| ------- | ---------------------------------- | ----------------- | -------------- | ------- |
| 1       | Ricostruiamo l'Italia              | 24 agosto 2020    | 829.000        | 4,61%   |
| 2       | Mai più eroi!                      | 31 agosto 2020    | 1.085.000      | 5,40%   |
| 3       | Lavorare meno lavorare tutti       | 7 settembre 2020  | 897.000        | 4,33%   |
| 4       | Sars-CoV-2: identikit di un killer | 14 settembre 2020 | 1.491.000      | 7,09%   |
| 5       | La ripartenza verde                | 20 settembre 2020 | 1.058.000      | 5,42%   |
| 6       | Caccia al tesoro                   | 28 settembre 2020 | 1.529.000      | 6,35%   |
| 7       | La tempesta perfetta               | 5 ottobre 2020    | 1.263.000      | 5,20%   |
| 8       | Il prezzo ingiusto                 | 12 ottobre 2020   | 1.419.000      | 5,8%    |

## Ventiquattresima edizione (2021)
La ventiquattresima edizione di Presa diretta è andata in onda dal 1º febbraio al 29 marzo 2021 per otto puntate con la conduzione di Riccardo Iacona.
| Puntata | Titolo                              | Messa in onda    | Ascolti        | Ascolti |
| Puntata | Titolo                              | Messa in onda    | Telespettatori | Share   |
| ------- | ----------------------------------- | ---------------- | -------------- | ------- |
| 1       | C'era una volta la sanità pubblica  | 1º febbraio 2021 | 1.481.000      | 5,85%   |
| 2       | Guerra all'Amazzonia                | 8 febbraio 2021  | 1.298.000      | 5,19%   |
| 3       | Recovery fund ultima chiamata       | 15 febbraio 2021 | 1.250.000      | 4,97%   |
| 4       | L'onda lunga dell'epidemia          | 22 febbraio 2021 | 1.339.000      | 5,32%   |
| 5       | Le strade dell'odio                 | 1º marzo 2021    | 1.256.000      | 4,97%   |
| 6       | Processo alla 'Ndrangheta           | 15 marzo 2021    | 1.416.000      | 5,62%   |
| 7       | La dittatura delle armi             | 22 marzo 2021    | 1.122.000      | 4,43%   |
| 8       | Sars-Cov-2 anatomia di un complotto | 29 marzo 2021    | 1.628.000      | 6,33%   |

## Venticinquesima edizione (2021)
La venticinquesima edizione di Presa diretta è andata in onda dal 30 agosto al 23 ottobre 2021 per otto puntate con la conduzione di Riccardo Iacona.
| Puntata | Titolo                                 | Messa in onda     | Ascolti        | Ascolti |
| Puntata | Titolo                                 | Messa in onda     | Telespettatori | Share   |
| ------- | -------------------------------------- | ----------------- | -------------- | ------- |
| 1       | Julian Assange processo al giornalismo | 30 agosto 2021    | 1.365.000      | 7,37%   |
| 2       | La guerra dei soldi                    | 6 settembre 2021  | 1.099.000      | 5,64%   |
| 3       | Lo sport è un diritto                  | 13 settembre 2021 | 951.000        | 4,62%   |
| 4       | La rivoluzione elettrica               | 20 settembre 2021 | 1.417.000      | 6,59%   |
| 5       | Petrolio, il tempo perduto             | 27 settembre 2021 | 1.186.000      | 5,38%   |
| 6       | La fabbrica dei vaccini                | 11 ottobre 2021   | 1.330.000      | 5,90%   |
| 7       | Il sassolino nella scarpa              | 18 ottobre 2021   | 1.295.000      | 5,75%   |
| 8       | Il virus perfetto                      | 23 ottobre 2021   | 1.038.000      | 5,43%   |

## Ventiseiesima edizione (2022)
La ventiseiesima edizione di Presa diretta è andata in onda dal 7 febbraio al 28 marzo 2022 per otto puntate con la conduzione di Riccardo Iacona.
| Puntata | Titolo                         | Messa in onda    | Ascolti        | Ascolti |
| Puntata | Titolo                         | Messa in onda    | Telespettatori | Share   |
| ------- | ------------------------------ | ---------------- | -------------- | ------- |
| 1       | Il sistema università          | 7 febbraio 2022  | 1.145.000      | 4,93%   |
| 2       | Il salario minimo              | 14 febbraio 2022 | 1.157.000      | 5,20%   |
| 3       | Amore bestiale                 | 21 febbraio 2022 | 1.176.000      | 5,12%   |
| 4       | Diamo voce alla pace           | 28 febbraio 2022 | 1.550.000      | 6,89%   |
| 5       | Ucraina, catastrofe umanitaria | 7 marzo 2022     | 1.493.000      | 6,76%   |
| 6       | Cina, la via della pace?       | 14 marzo 2022    | 1.718.000      | 7,76%   |
| 7       | Guerra al clima                | 21 marzo 2022    | 1.271.000      | 5,92%   |
| 8       | Cessate il fuoco               | 28 marzo 2022    | 1.343.000      | 5,93%   |

## Ventisettesima edizione (2022)
La ventisettesima edizione di Presa diretta è andata in onda dal 29 agosto al 24 ottobre 2022 per otto puntate con la conduzione di Riccardo Iacona.
| Puntata | Titolo                     | Messa in onda     | Ascolti        | Ascolti |
| Puntata | Titolo                     | Messa in onda     | Telespettatori | Share   |
| ------- | -------------------------- | ----------------- | -------------- | ------- |
| 1       | Guerra e fame              | 29 agosto 2022    | 1.010.000      | 6,64%   |
| 2       | I signori del gas          | 5 settembre 2022  | 1.145.000      | 7,2%    |
| 3       | Sole vento uranio          | 11 settembre 2022 | 791.000        | 4,98%   |
| 4       | L'Italia ha scelto         | 26 settembre 2022 | 1.063.000      | 5,05%   |
| 5       | PNRR lavori in corsa       | 3 ottobre 2022    | 909.000        | 4,74%   |
| 6       | La minaccia nucleare       | 10 ottobre 2022   | 1.444.000      | 7,58%   |
| 7       | Armi di controllo di massa | 17 ottobre 2022   | 930.000        | 4,92%   |
| 8       | La guerra informatica      | 24 ottobre 2022   | 966.000        | 5,14%   |

## Ventottesima edizione (2023)
La ventottesima edizione di Presa diretta è andata in onda dal 6 febbraio al 27 marzo 2023 per otto puntate con la conduzione di Riccardo Iacona.
| Puntata | Titolo                      | Messa in onda    | Ascolti        | Ascolti |
| Puntata | Titolo                      | Messa in onda    | Telespettatori | Share   |
| ------- | --------------------------- | ---------------- | -------------- | ------- |
| 1       | I poveri non esistono       | 6 febbraio 2023  | 1.345.000      | 6,71%   |
| 2       | Acqua meno 40%              | 13 febbraio 2023 | 970.000        | 4,80%   |
| 3       | Costruttori di pace         | 20 febbraio 2023 | 1.083.000      | 5,51%   |
| 4       | Europa in vendita           | 27 febbraio 2023 | 1.021.000      | 5,05%   |
| 5       | La guerra dei chip          | 6 marzo 2023     | 1.109.000      | 5,72%   |
| 6       | Mal di plastica             | 13 marzo 2023    | 1.116.000      | 5,8%    |
| 7       | La scatola nera             | 20 marzo 2023    | 902.000        | 4,84%   |
| 8       | Salviamo la sanità pubblica | 27 marzo 2023    | 1.213.000      | 5,96%   |

## Ventinovesima edizione (2023)
La ventinovesima edizione di Presa diretta è andata in onda dal 4 settembre al 30 ottobre 2023 per nove puntate con la conduzione di Riccardo Iacona.
| Puntata | Titolo                        | Messa in onda     | Ascolti        | Ascolti |
| Puntata | Titolo                        | Messa in onda     | Telespettatori | Share   |
| ------- | ----------------------------- | ----------------- | -------------- | ------- |
| 1       | Stato di calamità permanente  | 4 settembre 2023  | 966.000        | 5,40%   |
| 2       | Approdo Italia                | 11 settembre 2023 | 797.000        | 4,28%   |
| 3       | Senza persone                 | 18 settembre 2023 | 1.043.000      | 5,77%   |
| 4       | Inflazione, la tassa ingiusta | 25 settembre 2023 | 1.105.000      | 5,67%   |
| 5       | Cibo sovrano                  | 2 ottobre 2023    | 1.183.000      | 6,44%   |
| 6       | La scossa elettrica           | 9 ottobre 2023    | 1.291.000      | 6,6%    |
| 7       | La guerra dei bambini         | 16 ottobre 2023   | 927.000        | 4,59%   |
| 8       | L'economia della guerra       | 23 ottobre 2023   | 1.278.000      | 6,22%   |
| 9       | Intelligenza artificiale      | 30 ottobre 2023   | 1.121.000      | 5,8%    |

## Trentesima edizione (2024)
La trentesima edizione di Presa diretta è andata in onda dal 19 febbraio all'8 aprile 2024 per otto puntate con la conduzione di Riccardo Iacona.
| Puntata | Titolo                   | Messa in onda    | Ascolti        | Ascolti |
| Puntata | Titolo                   | Messa in onda    | Telespettatori | Share   |
| ------- | ------------------------ | ---------------- | -------------- | ------- |
| 1       | Democrazia sotto attacco | 19 febbraio 2024 | 1.057.000      | 5,2%    |
| 2       | Terra occupata           | 26 febbraio 2024 | 943.000        | 4,76%   |
| 3       | Il salario delle donne   | 4 marzo 2024     | 689.000        | 3,27%   |
| 4       | Sanità S.P.A.            | 11 marzo 2024    | 1.180.000      | 5,84%   |
| 5       | Stop ai veleni           | 18 marzo 2024    | 985.000        | 4,86%   |
| 6       | Autodifesa               | 25 marzo 2024    | 919.000        | 4,4%    |
| 7       | Malati di cibo           | 1º aprile 2024   | 1.303.000      | 6,92%   |
| 8       | A tutto idrogeno         | 8 aprile 2024    | 994.000        | 4,84%   |

### Speciale Presa diretta
| Titolo             | Messa in onda  | Ascolti        | Ascolti |
| Titolo             | Messa in onda  | Telespettatori | Share   |
| ------------------ | -------------- | -------------- | ------- |
| Nel nome del padre | 24 maggio 2024 | 571.000        | 3%      |

## Trentunesima edizione (2024)
La trentunesima edizione di Presa diretta è andata in onda dal 1º settembre al 20 ottobre 2024 per otto puntate con la conduzione di Riccardo Iacona.
| Puntata | Titolo                              | Messa in onda     | Ascolti        | Ascolti |
| Puntata | Titolo                              | Messa in onda     | Telespettatori | Share   |
| ------- | ----------------------------------- | ----------------- | -------------- | ------- |
| 1       | Casa verde quanto ci costi?         | 1º settembre 2024 | 838.000        | 5,82%   |
| 2       | Schiavi nei campi                   | 8 settembre 2024  | 568.000        | 3,08%   |
| 2       | Europa in armi                      | 8 settembre 2024  | 839.000        | 4,88%   |
| 3       | Nessuno escluso                     | 15 settembre 2024 | 561.000        | 3,10%   |
| 3       | Sanità differenziata                | 15 settembre 2024 | 1.056.000      | 6,31%   |
| 4       | Via dal Sud                         | 22 settembre 2024 | 690.000        | 3,88%   |
| 4       | Un mondo di scarti                  | 22 settembre 2024 | 1.190.000      | 7,13%   |
| 5       | Il mondo dello sballo               | 29 settembre 2024 | 809.000        | 4,30%   |
| 5       | Età biologica                       | 29 settembre 2024 | 1.158.000      | 6,77%   |
| 6       | Stop ai Pfas                        | 6 ottobre 2024    | 582.000        | 2,99%   |
| 6       | Italia in vendita                   | 6 ottobre 2024    | 968.000        | 5,30%   |
| 7       | La mafia dei soldi                  | 13 ottobre 2024   | 1.151.000      | 6,12%   |
| 8       | Emilia-Romagna, disastro annunciato | 20 ottobre 2024   | 816.000        | 4,09%   |
| 8       | L'era della solitudine              | 20 ottobre 2024   | 1.176.000      | 6,20%   |

## Trentaduesima edizione (2025)
La trentaduesima edizione di Presa diretta va in onda dal 9 marzo 2025 con la conduzione di Riccardo Iacona.
| Puntata | Titolo                       | Messa in onda  | Ascolti        | Ascolti |
| Puntata | Titolo                       | Messa in onda  | Telespettatori | Share   |
| ------- | ---------------------------- | -------------- | -------------- | ------- |
| 1       | La piaga dei femminicidi     | 9 marzo 2025   | 666.000        | 3,31%   |
| 1       | Cittadinanza all'italiana    | 9 marzo 2025   | 878.000        | 4,59%   |
| 2       | Fentanyl, overdose globale   | 16 marzo 2025  | 869.000        | 4,3%    |
| 2       | Fentanyl, overdose globale   | 16 marzo 2025  | 958.000        | 5,1%    |
| 3       | Uragano Trump                | 23 marzo 2025  | 707.000        | 3,35%   |
| 3       | Rinnovabili, indietro tutta  | 23 marzo 2025  | 1.254.000      | 6,21%   |
| 4       | Baby Influencer              | 30 marzo 2025  | 556.000        | 2,9%    |
| 4       | Ragazzi fuori                | 30 marzo 2025  | 709.000        | 3,8%    |
| 5       | Violenza stradale            | 6 aprile 2025  | 718.000        | 3,8%    |
| 5       | Porte chiuse                 | 6 aprile 2025  | 723.000        | 4%      |
| 6       | Senza acqua                  | 13 aprile 2025 | 814.000        | 4,3%    |
| 6       | Europa, la sfida industriale | 13 aprile 2025 | 1.029.000      | 5,7%    |
| 7       | Gaza, cessate il fuoco       | 27 aprile 2025 | 696.000        | 3,8%    |
| 7       | L'intelligenza delle piante  | 27 aprile 2025 | 1.001.000      | 5,8%    |
| 8       | Liberiamo Alberto Trentini   | 4 maggio 2025  | 670.000        | 3,5%    |
| 8       | Una casa per tutti           | 4 maggio 2025  | 915.000        | 4,9%    |